# Marian Velicu
Marian Velicu (* 4. Juli 1977 in Comana, Kreis Giurgiu; † 10. Juli 2024) war ein rumänischer Boxer im Halbfliegengewicht.

## Erfolge
Marian Velicu gewann im Mai 2000 eine Bronzemedaille bei den Europameisterschaften in Finnland, nachdem er sich gegen Rudolf Dydi und Rafael Lozano ins Halbfinale vorgekämpft hatte und dort kampflos gegen Sergei Kasakow ausschied.
Er war damit für die Olympischen Spiele 2000 in Sydney qualifiziert, wo er in der Vorrunde Ramazan Ballıoğlu aus der Türkei besiegte, ehe er im Achtelfinale gegen Maikro Romero aus Kuba scheiterte.
2001 gewann er noch die Silbermedaille bei den Weltmeisterschaften in Nordirland. Nach Siegen gegen Veli Mumin, John Kinsella und Harry Tañamor, stieg er kampflos im Finale gegen Yan Barthelemí aus.